# Grandvillars
Grandvillars és un municipi francès, es troba al departament del Territori de Belfort, regió de Borgonya - Franc Comtat, i és capçalera del cantó que porta el seu nom. L'any 1999 tenia 2963 habitants.

## Demografia
| 1936 | 1954 | 1962 | 1968 | 1975 | 1982 | 1990 | 1999 |
| ---- | ---- | ---- | ---- | ---- | ---- | ---- | ---- |
| 2823 | 2798 | 2961 | 3101 | 3231 | 3048 | 2874 | 2963 |